# Han Hwa-soo
Han Hwa-Soo (3 de fevereiro de 1963) é uma ex-handebolista sul-coreana. medalhista olímpica.
Fez parte da geração sul-coreana, medalha de prata, em Los Angeles 1984.